# Krajská liga ledního hokeje 2011/2012
Krajská liga mužů v sezóně 2011/2012 byly 19. ročníkem samostatné čtvrté nejvyšší české soutěže v ledním hokeji. Kraje z Vysočiny a Olomouce nehrály a týmy startovaly v sousedních ligách.

## Pražská krajská liga
Soutěže se zúčastnili 4 týmy, které se spolu utkali ve 24 kolech. Vítěz postupoval do kvalifikace o baráž o 2. ligu. Ze soutěže se nesestupovalo.
| Poř. | Tým              | Z  | V  | R | P  | VG  | OG  | B  |
| ---- | ---------------- | -- | -- | - | -- | --- | --- | -- |
| 1.   | HC Hvězda Praha  | 24 | 24 | 0 | 0  | 195 | 76  | 48 |
| 2.   | SK Žižkov Praha  | 24 | 11 | 2 | 11 | 103 | 116 | 24 |
| 3.   | HC Kobra Praha B | 24 | 8  | 2 | 14 | 108 | 126 | 18 |
| 4.   | HC Olympik Praha | 24 | 3  | 0 | 21 | 96  | 184 | 6  |

Vysvětlivky: zelená - postup do kvalifikace o postup do baráže o 2. ligu

## Středočeská krajská liga
Soutěže se zúčastnilo 12 týmů, které se spolu utkali ve 22 kolech. Nejlepších 8 týmu postupovalo do play-off, které se hrálo na 2 utkání. O postupujícím rozhodl počet bodů z obou utkání. Pokud byl stejný rozhodlo pětiminutové prodloužení. Dále rozhodovali samostatné nájezdy. Vítěz play-off postupoval do kvalifikace o baráž o 2. ligu. Poslední tým sestoupil do Krajské soutěže mužů.

### Základní část
| Poř. | Tým                      | Z  | V  | VP | PP | P  | VG  | OG  | B  |
| ---- | ------------------------ | -- | -- | -- | -- | -- | --- | --- | -- |
| 1.   | HC Slavoj Velké Popovice | 22 | 15 | 1  | 2  | 4  | 98  | 75  | 49 |
| 2.   | HC Rakovník              | 22 | 13 | 2  | 2  | 5  | 98  | 65  | 45 |
| 3.   | UHK Lev Slaný            | 22 | 10 | 4  | 2  | 6  | 102 | 80  | 40 |
| 4.   | HC Příbram               | 22 | 10 | 2  | 3  | 7  | 93  | 76  | 37 |
| 5.   | HC Jesenice              | 22 | 10 | 3  | 1  | 8  | 74  | 75  | 37 |
| 6.   | HK Králův Dvůr           | 22 | 10 | 1  | 4  | 7  | 82  | 77  | 36 |
| 7.   | HK Kralupy nad Vltavou   | 22 | 10 | 2  | 1  | 9  | 86  | 77  | 35 |
| 8.   | Spartak Vlašim           | 22 | 7  | 3  | 1  | 11 | 82  | 95  | 28 |
| 9.   | HC Poděbrady             | 22 | 9  | 0  | 0  | 13 | 61  | 87  | 27 |
| 10.  | BK Mladá Boleslav B      | 22 | 6  | 0  | 4  | 12 | 71  | 93  | 22 |
| 11.  | HC Žabonosy              | 22 | 6  | 1  | 1  | 14 | 67  | 79  | 21 |
| 12.  | SK Černošice             | 22 | 5  | 2  | 0  | 15 | 74  | 109 | 19 |

Vysvětlivky: zelená - postup do play off; bílá - tým vyřazen; červená - sestup do krajské soutěže

### Play off

#### Čtvrtfinále
- Spartak Vlašim - HC Slavoj Velké Popovice 7:2 (?:?, ?:?, ?:?)
- HC Slavoj Velké Popovice - Spartak Vlašim 8:0 (?:?, ?:?, ?:?)
- HC Slavoj Velké Popovice - Spartak Vlašim 1:0 (P) (1:0)
- HC Slavoj Velké Popovice vyhráli sérii 2:1 na zápasy.

- HK Kralupy nad Vltavou - HC Rakovník 4:2 (?:?, ?:?, ?:?)
- HC Rakovník - HK Kralupy nad Vltavou 4:2 (?:?, ?:?, ?:?)
- HC Rakovník - HK Kralupy nad Vltavou 1:0 (SN) (1:0)
- HC Rakovník vyhrál sérii 2:1 na zápasy.

- HK Králův Dvůr - UHK Lev Slaný 0:3 (?:?, ?:?, ?:?)
- UHK Lev Slaný - HK Králův Dvůr 5:2 (?:?, ?:?, ?:?)
- UHK Lev Slaný vyhrál sérii 2:0 na zápasy.

- HC Příbram - HC Jesenice 2:0 (?:?, ?:?, ?:?)
- HC Jesenice - HC Příbram 3:6 (?:?, ?:?, ?:?)
- HC Příbram vyhrála sérii 2:0 na zápasy.

#### Semifinále
- UHK Lev Slaný - HC Rakovník 4:2 (?:?, ?:?, ?:?)
- HC Rakovník - UHK Lev Slaný 4:3(?:?, ?:?, ?:?)
- HC Rakovník - UHK Lev Slaný 0:1 (P) (0:1)
- UHK Lev Slaný vyhrál sérii 2:1 na zápasy.

- HC Příbram - HC Slavoj Velké Popovice 3:1 (?:?, ?:?, ?:?)
- HC Slavoj Velké Popovice - HC Příbram 1:3 (?:?, ?:?, ?:?)
- HC Příbram vyhrála sérii 2:0 na zápasy.

#### Finále
- UHK Lev Slaný - HC Příbram 7:4 (?:?, ?:?, ?:?)
- HC Příbram - UHK Lev Slaný 3:5 (?:?, ?:?, ?:?)
- UHK Lev Slaný vyhrál sérii 2:0 na zápasy a postoupil do kvalifikace o postup do baráže o 2. ligu.

## Jihočeská krajská liga
Soutěže se zúčastnilp 12 týmů, které se spolu utkali ve 22 kolech. Nejlepších 8 týmu postupovalo do play-off, které se hrálo na 2 vítězná utkání. Vítěz play-off postoupil do kvalifikace o baráž o 2. ligu. Ze soutěže se nesestupovalo.

### Základní část
| Poř. | Tým                              | Z  | V  | VP | PP | P  | VG  | OG  | B  |
| ---- | -------------------------------- | -- | -- | -- | -- | -- | --- | --- | -- |
| 1.   | HC Tábor                         | 22 | 17 | 3  | 1  | 1  | 130 | 52  | 58 |
| 2.   | HC Strakonice                    | 22 | 16 | 0  | 2  | 4  | 112 | 70  | 50 |
| 3.   | HC Slavoj Český Krumlov          | 22 | 15 | 0  | 0  | 7  | 112 | 78  | 45 |
| 4.   | HC David Servis České Budějovice | 22 | 13 | 1  | 0  | 8  | 94  | 75  | 41 |
| 5.   | TJ Sokol Radomyšl                | 22 | 10 | 4  | 1  | 7  | 107 | 99  | 39 |
| 6.   | TJ Lokomotiva Veselí nad Lužnicí | 22 | 11 | 0  | 2  | 9  | 81  | 93  | 35 |
| 7.   | TJ Božetice                      | 22 | 8  | 2  | 1  | 11 | 80  | 96  | 29 |
| 8.   | TJ Jiskra Humpolec               | 22 | 7  | 2  | 3  | 10 | 86  | 98  | 28 |
| 9.   | TJ Hluboká nad Vltavou           | 22 | 7  | 2  | 1  | 12 | 79  | 98  | 26 |
| 10.  | HC Vimperk                       | 22 | 5  | 2  | 0  | 15 | 72  | 106 | 19 |
| 11.  | OLH Spartak Soběslav             | 22 | 4  | 1  | 3  | 14 | 70  | 113 | 17 |
| 12.  | HC Velká Radouň                  | 22 | 2  | 0  | 3  | 17 | 70  | 125 | 9  |

Vysvětlivky: zelená - postup do play off; bílá - tým vyřazen

### Play off

#### Čtvrtfinále
- HC Tábor - TJ Jiskra Humpolec 5:2 (?:?, ?:?, ?:?)
- TJ Jiskra Humpolec - HC Tábor 3:5 (?:?, ?:?, ?:?)
- HC Tábor vyhrál sérii 2:0 na zápasy.

- HC Strakonice - TJ Božetice 7:2 (?:?, ?:?, ?:?)
- TJ Božetice - HC Strakonice 3:10 (?:?, ?:?, ?:?)
- HC Strakonice vyhráli sérii 2:0 na zápasy.

- HC Slavoj Český Krumlov - TJ Lokomotiva Veselí nad Lužnicí 1:3 (?:?, ?:?, ?:?)
- TJ Lokomotiva Veselí nad Lužnicí - HC Slavoj Český Krumlov 4:3 (?:?, ?:?, ?:?)
- TJ Lokomotiva Veselí nad Lužnicí vyhrála sérii 2:0 na zápasy.

- HC David Servis České Budějovice - TJ Sokol Radomyšl 6:1 (?:?, ?:?, ?:?)
- TJ Sokol Radomyšl - HC David Servis České Budějovice 3:5 (?:?, ?:?, ?:?)
- HC David Servis České Budějovice vyhráli sérii 2:0 na zápasy.

#### Semifinále
- HC Strakonice - HC David Servis České Budějovice 5:4 (P (?:?, ?:?, ?:? - 1:0)
- HC David Servis České Budějovice - HC Strakonice 4:3 (?:?, ?:?, ?:?)
- HC Strakonice - HC David Servis České Budějovice 2:4 (?:?, ?:?, ?:?)
- HC David Servis České Budějovice vyhráli sérii 2:1 na zápasy.

- HC Tábor - TJ Lokomotiva Veselí nad Lužnicí 4:1 (?:?, ?:?, ?:?)
- TJ Lokomotiva Veselí nad Lužnicí - HC Tábor 3:6 (?:?, ?:?, ?:?)
- HC Tábor vyhrál sérii 2:0 na zápasy.

#### Finále
- HC Tábor - HC David Servis České Budějovice 1:2 (?:?, ?:?, ?:?)
- HC David Servis České Budějovice - HC Tábor 2:5 (?:?, ?:?, ?:?)
- HC Tábor - HC David Servis České Budějovice 7:5 (?:?, ?:?, ?:?)

- HC Tábor vyhrál sérii 2:1 na zápasy a postoupil do kvalifikace o postup do baráže o 2. ligu.

## Plzeňská krajská liga
Soutěže se zúčastnilo 9 týmů, které se spolu utkali v 16 kolech. Vítěz postupoval do kvalifikace o baráž o 2. ligu. Ze soutěže se nesestupovalo.
| Poř. | Tým                        | Z  | V  | R | P  | VG  | OG  | B  |
| ---- | -------------------------- | -- | -- | - | -- | --- | --- | -- |
| 1.   | HK Rokycany                | 16 | 16 | 0 | 0  | 185 | 47  | 32 |
| 2.   | TJ Apollo Kaznějov         | 16 | 12 | 0 | 4  | 114 | 68  | 24 |
| 3.   | SHC Klatovy B              | 16 | 10 | 1 | 5  | 114 | 91  | 21 |
| 4.   | SKHP Meteor Třemošná       | 16 | 10 | 0 | 6  | 92  | 65  | 20 |
| 5.   | KLH Božkov                 | 16 | 7  | 0 | 9  | 65  | 96  | 14 |
| 6.   | HC Ekonomické Stavby Plzeň | 16 | 5  | 2 | 9  | 77  | 96  | 12 |
| 7.   | SKP Rokycany               | 16 | 5  | 0 | 11 | 77  | 92  | 10 |
| 8.   | HC Pubec Plzeň             | 16 | 5  | 0 | 11 | 61  | 116 | 10 |
| 9.   | HC Chotíkov                | 16 | 0  | 1 | 15 | 58  | 172 | 1  |

Vysvětlivky: zelená - postup do kvalifikace o postup do baráže o 2. ligu

## Ústecká a Karlovarská krajská liga
Soutěže se zúčastnilo celkem 12 týmů (4 týmy z Ústeckého kraje a 3 týmu ze Karlovarského kraje), které se spolu utkali ve 12 kolech základní části. Po základní části přišla nadstavbová část a rozdělení na dvě skupiny (nadstavba Ústeckého kraje a nadstavba Karlovarského kraje). Vítěz nadstavbové části postupoval do kvalifikace o baráž o 2. ligu.

### Základní část
| Poř. | Tým                      | Z  | V  | VP | PP | P  | VG | OG | B  |
| ---- | ------------------------ | -- | -- | -- | -- | -- | -- | -- | -- |
| 1.   | SK Kadaň B               | 12 | 11 | 1  | 0  | 0  | 96 | 32 | 35 |
| 2.   | HC Rebel Ostrov nad Ohří | 12 | 9  | 0  | 0  | 3  | 74 | 40 | 27 |
| 3.   | HC Slovan Louny          | 12 | 6  | 1  | 1  | 4  | 58 | 43 | 21 |
| 4.   | HC Roudnice nad Labem    | 12 | 6  | 0  | 1  | 5  | 61 | 71 | 19 |
| 5.   | HC Stadion Cheb          | 12 | 3  | 0  | 0  | 9  | 40 | 78 | 9  |
| 6.   | HC Lovosice              | 12 | 3  | 0  | 0  | 9  | 42 | 68 | 9  |
| 7.   | HC PK Vřesová            | 12 | 2  | 0  | 0  | 10 | 27 | 66 | 6  |

Vysvětlivky: zelená - postup do nadstavbové části Karlovarského kraje; bílá - postup do nadstavbové části Ústeckého kraje 

### Nadstavbová část Karlovarského kraje
| Poř. | Tým                      | Z  | V  | VP | PP | P  | VG  | OG  | B  |
| ---- | ------------------------ | -- | -- | -- | -- | -- | --- | --- | -- |
| 1.   | HC Rebel Ostrov nad Ohří | 16 | 13 | 0  | 0  | 3  | 117 | 54  | 39 |
| 2.   | HC Stadion Cheb          | 16 | 4  | 0  | 0  | 16 | 58  | 10  | 12 |
| 3.   | HC PK Vřesová            | 16 | 3  | 0  | 0  | 13 | 43  | 104 | 9  |

Vysvětlivky: zelená - postup do kvalifikace o postup do baráže o 2. ligu

### Nadstavbová část Ústeckého kraje
| Poř. | Tým                   | Z  | V  | VP | PP | P | VG | OG | B  |
| ---- | --------------------- | -- | -- | -- | -- | - | -- | -- | -- |
| 1.   | SK Kadaň B            | 12 | 10 | 1  | 0  | 1 | 88 | 41 | 32 |
| 2.   | HC Slovan Louny       | 12 | 6  | 1  | 2  | 3 | 61 | 50 | 22 |
| 3.   | HC Roudnice nad Labem | 12 | 2  | 1  | 2  | 7 | 52 | 77 | 10 |
| 4.   | HC Lovosice           | 12 | 2  | 1  | 0  | 9 | 36 | 69 | 8  |

Vysvětlivky: zelená - postup do kvalifikace o postup do baráže o 2. ligu

## Liberecká krajská liga
Soutěže se zúčastnili 6 týmů, které se spolu utkali v 16 kolech. Vítěz postoupil do kvalifikace o baráž o 2. ligu. Ze soutěže se nesestupovalo.
| Poř. | Tým                     | Z  | V  | VP | PP | P  | VG | OG | B  |
| ---- | ----------------------- | -- | -- | -- | -- | -- | -- | -- | -- |
| 1.   | HC Lomnice nad Popelkou | 16 | 10 | 0  | 3  | 3  | 91 | 56 | 33 |
| 2.   | TJ Bohemians Praha      | 16 | 9  | 0  | 0  | 7  | 85 | 96 | 27 |
| 3.   | HC Frýdlant             | 16 | 6  | 0  | 1  | 9  | 71 | 89 | 19 |
| 4.   | VTJ Ještěd Liberec      | 16 | 6  | 4  | 0  | 6  | 87 | 78 | 16 |
| 5.   | PSK Liberec             | 16 | 5  | 0  | 0  | 11 | 75 | 90 | 15 |

Vysvětlivky: zelená - postup do kvalifikace o postup do baráže o 2. ligu
- VTJ Ještěd Liberec bylo odečteno 10 bodů za neoprávněné starty Tomáše Brokeše. Tým ze soutěže po 16. kole odstoupil a zbylé 4 zápasy (včetně nedohraného 1. kola) byly kontumovány na 5:0 ve prospěch soupeře.

## Královéhradecká krajská liga
Soutěže se zúčastnili 12 týmů, které se spolu utkali ve 22 kolech základní části. Nejlepších 6 týmů dále hrálo 10 kol Nadstavbové části A, ve které se započítávali vzájemné zápasy základní části. Vítěz postoupil do kvalifikace o baráž o 2. ligu. Ostatních 6 týmů hrálo stejným způsobem Nadstavbovou část B. Týmy na 7. - 9. místě zůstali v soutěži, týmy na 10. - 12. místě sestoupili do nově vytvořené Krajské soutěže.

### Základní část
| Poř. | Tým                              | Z  | V  | VP | PP | P  | VG  | OG  | B  |
| ---- | -------------------------------- | -- | -- | -- | -- | -- | --- | --- | -- |
| 1.   | TJ Spartak Nové Město nad Metují | 22 | 18 | 0  | 0  | 4  | 126 | 70  | 54 |
| 2.   | HC Stadion Vrchlabí              | 22 | 17 | 1  | 0  | 4  | 109 | 57  | 53 |
| 3.   | HC Jaroměř                       | 22 | 16 | 0  | 0  | 6  | 108 | 61  | 48 |
| 4.   | SK Třebechovice pod Orebem       | 22 | 14 | 2  | 1  | 5  | 115 | 68  | 47 |
| 5.   | HC Náchod                        | 22 | 13 | 2  | 2  | 5  | 112 | 76  | 45 |
| 6.   | HC WIKOV Hronov                  | 22 | 11 | 4  | 2  | 5  | 143 | 81  | 43 |
| 7.   | HC Jičín                         | 22 | 10 | 2  | 1  | 9  | 96  | 81  | 35 |
| 8.   | Stadion Nový Bydžov              | 22 | 6  | 1  | 1  | 14 | 56  | 111 | 21 |
| 9.   | HC Dvůr Králové nad Labem        | 22 | 5  | 1  | 1  | 15 | 64  | 101 | 18 |
| 10.  | TJ BK Nová Paka                  | 22 | 5  | 1  | 1  | 15 | 74  | 116 | 18 |
| 11.  | HC Baroni Opočno                 | 22 | 3  | 0  | 3  | 16 | 69  | 131 | 12 |
| 12.  | TJ Sokol Semechnice              | 22 | 0  | 0  | 2  | 20 | 47  | 166 | 2  |

Vysvětlivky: zelená - postup do nadstavbové části A; červená - sestup do nadstavbové části B

### Nadstavbová část A
| Poř. | Tým                              | Z  | V  | VP | PP | P  | VG | OG  | B  |
| ---- | -------------------------------- | -- | -- | -- | -- | -- | -- | --- | -- |
| 1.   | HC Stadion Vrchlabí              | 20 | 13 | 1  | 0  | 6  | 84 | 48  | 41 |
| 2.   | TJ Spartak Nové Město nad Metují | 20 | 13 | 1  | 0  | 6  | 96 | 72  | 41 |
| 3.   | HC WIKOV Hronov                  | 20 | 8  | 3  | 1  | 8  | 96 | 84  | 31 |
| 4.   | HC Jaroměř                       | 20 | 7  | 0  | 3  | 10 | 75 | 102 | 24 |
| 5.   | HC Náchod                        | 20 | 6  | 1  | 3  | 10 | 77 | 98  | 23 |
| 6.   | SK Třebechovice pod Orebem       | 20 | 5  | 2  | 1  | 12 | 77 | 101 | 20 |

Vysvětlivky: zelená - postup do kvalifikace o postup do baráže o 2. ligu

### Nadstavbová část B
| Poř. | Tým                       | Z  | V  | VP | PP | P  | VG  | OG | B  |
| ---- | ------------------------- | -- | -- | -- | -- | -- | --- | -- | -- |
| 1.   | HC Jičín                  | 20 | 12 | 2  | 1  | 2  | 105 | 54 | 50 |
| 2.   | HC Dvůr Králové nad Labem | 20 | 11 | 0  | 1  | 8  | 82  | 59 | 34 |
| 3.   | Stadion Nový Bydžov       | 20 | 9  | 2  | 2  | 7  | 72  | 73 | 33 |
| 4.   | TJ BK Nová Paka           | 20 | 8  | 1  | 2  | 9  | 72  | 75 | 28 |
| 5.   | HC Baroni Opočno          | 20 | 7  | 2  | 0  | 11 | 72  | 87 | 25 |
| 6.   | TJ Sokol Semechnice       | 20 | 3  | 0  | 1  | 16 | 44  | 99 | 10 |

Vysvětlivky: červená - sestup do krajské soutěže

## Pardubická krajská liga
Soutěže se zúčastnilo 11 týmů, které se spolu utkali ve 22 kolech základní části. Nejlepších 6 týmů dále hrálo 10 kol Nadstavbové části A, ve které se započítávali vzájemné zápasy základní části. Nejlepší 4 týmy hráli play-off na 2 vítězná utkání. Týmy na 5. a 6. místě hráli o 5. místo také na 2 vítězná utkání. Ostatních 5 týmů hrálo stejným způsobem v 8 kolech Nadstavbovou část B.

### Základní část
| Poř. | Tým                        | Z  | V  | VP | PP | P  | VG  | OG  | B  |
| ---- | -------------------------- | -- | -- | -- | -- | -- | --- | --- | -- |
| 1.   | HC Spartak Choceň          | 20 | 17 | 0  | 2  | 1  | 186 | 72  | 53 |
| 2.   | HC Chrudim                 | 20 | 16 | 0  | 1  | 3  | 137 | 65  | 49 |
| 3.   | HC Světlá nad Sázavou      | 20 | 14 | 3  | 0  | 3  | 115 | 54  | 48 |
| 4.   | HC Slovan Moravská Třebová | 20 | 14 | 0  | 0  | 6  | 118 | 64  | 42 |
| 5.   | HC Litomyšl                | 20 | 12 | 1  | 1  | 6  | 128 | 95  | 39 |
| 6.   | HC Hlinsko                 | 20 | 10 | 0  | 0  | 10 | 93  | 91  | 30 |
| 7.   | ZH Pardubice               | 20 | 5  | 3  | 0  | 12 | 77  | 101 | 21 |
| 8.   | HC Spartak Polička         | 20 | 6  | 0  | 2  | 12 | 85  | 126 | 20 |
| 9.   | TJ Orli Lanškroun          | 20 | 5  | 1  | 2  | 12 | 99  | 111 | 19 |
| 10.  | HC Skuteč                  | 20 | 2  | 0  | 0  | 18 | 36  | 197 | 6  |
| 11.  | HC Kohouti Česká Třebová   | 20 | 1  | 0  | 0  | 19 | 74  | 172 | 3  |

Vysvětlivky: zelená - postup do nadstavbové části A; červená - sestup do nadstavbové části B

### Nadstavbová část A
| Poř. | Tým                        | Z  | V  | VP | PP | P  | VG  | OG  | B  |
| ---- | -------------------------- | -- | -- | -- | -- | -- | --- | --- | -- |
| 1.   | HC Spartak Choceň          | 20 | 14 | 2  | 2  | 2  | 120 | 77  | 48 |
| 2.   | HC Světlá nad Sázavou      | 20 | 12 | 2  | 1  | 5  | 87  | 70  | 41 |
| 3.   | HC Chrudim                 | 20 | 11 | 0  | 2  | 7  | 101 | 77  | 35 |
| 4.   | HC Litomyšl                | 20 | 9  | 1  | 0  | 10 | 98  | 91  | 29 |
| 5.   | HC Slovan Moravská Třebová | 20 | 8  | 1  | 0  | 11 | 76  | 88  | 26 |
| 6.   | HC Hlinsko                 | 20 | 0  | 0  | 1  | 19 | 48  | 127 | 1  |

Vysvětlivky: zelená - postup do play off; bílá - tým vyřazen

### Nadstavbová část B
| Poř. | Tým                      | Z  | V  | VP | PP | P  | VG  | OG  | B  |
| ---- | ------------------------ | -- | -- | -- | -- | -- | --- | --- | -- |
| 1.   | ZH Pardubice             | 16 | 9  | 4  | 0  | 3  | 99  | 63  | 35 |
| 2.   | HC Spartak Polička       | 16 | 10 | 0  | 3  | 3  | 102 | 64  | 33 |
| 3.   | TJ Orli Lanškroun        | 16 | 10 | 1  | 1  | 4  | 116 | 71  | 33 |
| 4.   | HC Kohouti Česká Třebová | 16 | 3  | 0  | 1  | 12 | 77  | 113 | 10 |
| 5.   | HC Skuteč                | 16 | 3  | 0  | 0  | 13 | 41  | 124 | 9  |

### Play off

#### Semifinále
- HC Spartak Choceň - HC Litomyšl 5:3 (?:?, ?:?, ?:?)
- HC Litomyšl - HC Spartak Choceň 2:13 (?:?, ?:?, ?:?)
- HC Spartak Choceň vyhrála sérii 2:0 na zápasy.

- HC Světlá nad Sázavou - HC Chrudim 7:2 (?:?, ?:?, ?:?)
- HC Chrudim - HC Světlá nad Sázavou 6:5 (P) (?:?, ?:?, ?:? - 1:0)
- HC Světlá nad Sázavou - HC Chrudim 4:5 (P) (?:?, ?:?, ?:? - 0:1)
- HC Chrudim vyhrála sérii 2:1 na zápasy.

#### Zápas o 5. místo
- HC Hlinsko - HC Slovan Moravská Třebová 6:3 (?:?, ?:?, ?:?)
- HC Slovan Moravská Třebová - HC Hlinsko 3:5 (?:?, ?:?, ?:?)
- HC Hlinsko vyhrálo sérii 2:0 na zápasy.

#### Zápas o 3. místo
- HC Litomyšl - HC Světlá nad Sázavou 5:8 (?:?, ?:?, ?:?)
- HC Světlá nad Sázavou - HC Litomyšl 8:2 (?:?, ?:?, ?:?)
- HC Světlá nad Sázavou vyhrála sérii 2:0 na zápasy.

#### Finále
- HC Spartak Choceň - HC Chrudim 10:4 (?:?, ?:?, ?:?)
- HC Chrudim - HC Spartak Choceň 4:6 (?:?, ?:?, ?:?)

- HC Spartak Choceň vyhrála sérii 2:0 na zápasy a postoupila do kvalifikace o postup do baráže o 2. ligu.

## Moravskoslezská krajská liga
Soutěže se zúčastnilo 8 týmů, které se spolu utkali ve 28 kolech. Všichni hráli play-off, které se hrálo na 2 vítězná utkání. Vítěz play-off postupoval do kvalifikace o baráž o 2. ligu. Ze soutěže se nesestupovalo.

### Základní část
| Poř. | Tým                     | Z  | V  | VP | PP | P  | VG  | OG  | B  |
| ---- | ----------------------- | -- | -- | -- | -- | -- | --- | --- | -- |
| 1.   | HC Plus Oil Orlová      | 28 | 20 | 2  | 1  | 5  | 152 | 89  | 65 |
| 2.   | HK Krnov                | 28 | 21 | 1  | 0  | 6  | 172 | 100 | 65 |
| 3.   | HC Studénka             | 28 | 17 | 0  | 3  | 8  | 158 | 117 | 54 |
| 4.   | HC Rožnov pod Radhoštěm | 28 | 13 | 1  | 1  | 13 | 130 | 117 | 42 |
| 5.   | TJ Horní Benešov        | 28 | 13 | 1  | 0  | 14 | 147 | 137 | 41 |
| 6.   | HC Kopřivnice           | 28 | 12 | 1  | 1  | 14 | 101 | 121 | 39 |
| 7.   | HK Nový Jičín B         | 28 | 5  | 3  | 1  | 19 | 92  | 131 | 22 |
| 8.   | HC RT Torax Bohumín     | 28 | 2  | 0  | 2  | 24 | 83  | 223 | 8  |

Vysvětlivky: zelená - postup do play off

### Play off

#### Čtvrtfinále
- HC Plus Oil Orlová - HC RT Torax Bohumín 6:1 (?:?, ?:?, ?:?)
- HC RT Torax Bohumín - HC Plus Oil Orlová 0:8 (?:?, ?:?, ?:?)
- HC Plus Oil Orlová vyhrála sérii 2:0 na zápasy.

- HK Krnov - HK Nový Jičín B 1:2 (P) (?:?, ?:?, ?:? - 0:1)
- HK Nový Jičín B - HK Krnov 1:0 (?:?, ?:?, ?:?)
- HK Nový Jičín B vyhrál sérii 2:0 na zápasy.

- HC Studénka - HC Kopřivnice 6:5 (P) (?:?, ?:?, ?:? - 1:0)
- HC Kopřivnice - HC Studénka 3:2 (P) (?:?, ?:?, ?:? - 1:0)
- HC Studénka - HC Kopřivnice 3:0 (?:?, ?:?, ?:?)
- HC Studénka vyhrála sérii 2:1 na zápasy.

- HC Rožnov pod Radhoštěm - TJ Horní Benešov 3:2 (?:?, ?:?, ?:?)
- TJ Horní Benešov - HC Rožnov pod Radhoštěm 11:3 (?:?, ?:?, ?:?)
- HC Rožnov pod Radhoštěm - TJ Horní Benešov 2:4 (?:?, ?:?, ?:?)
- TJ Horní Benešov vyhrál sérii 2:1 na zápasy.

#### Semifinále
- HC Plus Oil Orlová - HK Nový Jičín B 12:1 (?:?, ?:?, ?:?)
- HK Nový Jičín B - HC Plus Oil Orlová 2:5 (?:?, ?:?, ?:?)
- HC Plus Oil Orlová vyhrála sérii 2:0 na zápasy.

- HC Studénka - TJ Horní Benešov 3:0 (?:?, ?:?, ?:?)
- TJ Horní Benešov - HC Studénka 4:3 (?:?, ?:?, ?:?)
- HC Studénka - TJ Horní Benešov 6:3 (?:?, ?:?, ?:?)
- HC Studénka vyhrála sérii 2:1 na zápasy.

#### Finále
- HC Plus Oil Orlová - HC Studénka 5:3 (?:?, ?:?, ?:?)
- HC Studénka - HC Plus Oil Orlová 4:5 (P) (?:?, ?:?, ?:? - 0:1)

- HC Plus Oil Orlová vyhrála sérii 2:0 na zápasy a postoupila do kvalifikace o postup do baráže o 2. ligu.

## Krajská liga Jižní Moravy a Zlína
Soutěže se zúčastnilo celkem 12 týmů (6 týmů z Jihomoravského kraje a 6 týmu ze Zlínského kraje), které se spolu utkali ve 22 kolech základní části. Dále nejlepší 2 týmy postoupili do semifinále play-off. Ostatní 4 týmy hráli čtvrtfinále na 3 vítězné zápasy. Vítěz play-off postupoval do kvalifikace o baráž o 2. ligu. Ze soutěže se nesestupovalo.

### Základní část
| Poř. | Tým                         | Z  | V  | VP | PP | P  | VG  | OG  | B  |
| ---- | --------------------------- | -- | -- | -- | -- | -- | --- | --- | -- |
| 1.   | HC Moravské Budějovice 2005 | 22 | 19 | 0  | 3  | 0  | 173 | 71  | 60 |
| 2.   | Hokej Uherský Ostroh        | 22 | 13 | 5  | 0  | 4  | 80  | 50  | 49 |
| 3.   | HC Brumov-Bylnice           | 22 | 14 | 1  | 0  | 7  | 81  | 82  | 44 |
| 4.   | SK Minerva Boskovice        | 22 | 13 | 1  | 0  | 8  | 88  | 68  | 41 |
| 5.   | HK Kroměříž                 | 22 | 10 | 2  | 2  | 8  | 97  | 83  | 36 |
| 6.   | DYNAMITERS Blansko HK       | 22 | 10 | 0  | 3  | 9  | 77  | 84  | 33 |
| 7.   | HCM Warrior Brno            | 22 | 9  | 1  | 1  | 11 | 78  | 87  | 30 |
| 8.   | HC Grewis Plumlov           | 22 | 8  | 1  | 3  | 10 | 83  | 104 | 29 |
| 9.   | HC Uherský Brod             | 22 | 8  | 1  | 0  | 13 | 69  | 85  | 26 |
| 10.  | HHK Velké Meziříčí          | 22 | 4  | 4  | 2  | 12 | 82  | 118 | 22 |
| 11.  | HC Uničov                   | 22 | 5  | 0  | 0  | 17 | 70  | 95  | 15 |
| 12.  | HC Spartak Velká Bíteš      | 22 | 3  | 0  | 2  | 17 | 55  | 106 | 11 |

Vysvětlivky: zelená - tým je z Jihomoravského kraje; bílá - tým je ze Zlínského kraje

### Play off

#### Čtvrtfinále
- HC Spartak Velká Bíteš - DYNAMITERS Blansko HK 1:4 (?:?, ?:?, ?:?)
- DYNAMITERS Blansko HK - HC Spartak Velká Bíteš 2:2 (?:?, ?:?, ?:?)
- DYNAMITERS Blansko HK vyhrálo sérii 6:3 na branky.

- HCM Warrior Brno - HHK Velké Meziříčí 4:3 (?:?, ?:?, ?:?)
- HHK Velké Meziříčí - HCM Warrior Brno 4:4 (?:?, ?:?, ?:?)
- HCM Warrior Brno vyhrálo sérii 8:7 na branky.

#### Semifinále
- HC Moravské Budějovice 2005 - HCM Warrior Brno 6:3 (?:?, ?:?, ?:?)
- HCM Warrior Brno - HC Moravské Budějovice 2005 5:8 (?:?, ?:?, ?:?)
- Moravské Budějovice vyhráli sérii 2:0 na zápasy.

- SK Minerva Boskovice - DYNAMITERS Blansko HK 7:6 (?:?, ?:?, ?:?)
- DYNAMITERS Blansko HK - SK Minerva Boskovice 5:6 (?:?, ?:?, ?:?)
- SK Minerva Boskovice vyhráli sérii 2:0 na zápasy.

#### Finále
- HC Moravské Budějovice 2005 - SK Minerva Boskovice 4:3 (?:?, ?:?, ?:?)
- SK Minerva Boskovice - HC Moravské Budějovice 2005 0:4 (?:?, ?:?, ?:?)

- HC Moravské Budějovice 2005 vyhráli sérii 2:0 na zápasy a postoupili do kvalifikace o postup do baráže o 2. ligu.

### Play off

#### Předkolo
- HK Kroměříž - HC Uničov 5:1 (?:?, ?:?, ?:?)
- HC Uničov - HK Kroměříž 7:5 (?:?, ?:?, ?:?)
- HK Kroměříž - HC Uničov 4:3 (P) (?:?, ?:?, ?:? - 1:0)
- HK Kroměříž vyhrál sérii 2:1 na zápasy.

- HC Grewis Plumlov - HC Uherský Brod 4:3 (P) (?:?, ?:?, ?:? - 1:0)
- HC Uherský Brod - HC Grewis Plumlov 3:0 (?:?, ?:?, ?:?)
- HC Grewis Plumlov - HC Uherský Brod 4:6 (?:?, ?:?, ?:?)
- HC Uherský Brod vyhrál sérii 2:1 na zápasy.

#### Semifinále
- HC Brumov-Bylnice - HK Kroměříž 5:3 (?:?, ?:?, ?:?)
- HC Brumov-Bylnice - HK Kroměříž 6:2 (?:?, ?:?, ?:?)
- HK Kroměříž - HC Brumov-Bylnice 6:5 (P) (?:?, ?:?, ?:? - 1:0)
- HK Kroměříž - HC Brumov-Bylnice 1:2 (?:?, ?:?, ?:?)
- HC Brumov-Bylnice vyhrál sérii 3:1 na zápasy.

- Hokej Uherský Ostroh - HC Uherský Brod 1:5 (?:?, ?:?, ?:?)
- Hokej Uherský Ostroh - HC Uherský Brod 1:2 (P) (?:?, ?:?, ?:? - 0:1)
- HC Uherský Brod - Hokej Uherský Ostroh 2:0 (?:?, ?:?, ?:?)
- HC Uherský Brod vyhrál sérii 3:0 na zápasy.

#### Zápas o 3. místo
- HK Kroměříž - Hokej Uherský Ostroh 0:3 (?:?, ?:?, ?:?)
- Hokej Uherský Ostroh - HK Kroměříž 7:3 (?:?, ?:?, ?:?)
- Hokej Uherský Ostroh vyhrál sérii 2:0 na zápasy.

#### Finále
- HC Brumov-Bylnice - HC Uherský Brod 0:1 (P) (?:?, ?:?, ?:? - 0:1)
- HC Brumov-Bylnice - HC Uherský Brod 3:4 (P) (?:?, ?:?, ?:? - 0:1)
- HC Uherský Brod - HC Brumov-Bylnice 3:4 (?:?, ?:?, ?:?)
- HC Uherský Brod - HC Brumov-Bylnice 9:2 (?:?, ?:?, ?:?)
- HC Uherský Brod vyhrál sérii 3:1 na zápasy a postoupil do kvalifikace o postup do baráže o 2. ligu.